# Hans Larsson (Björnram)
Hans Larsson (Björnram), död 1571, var en svensk ämbetsman och krigare.
Hans Larsson var son till Lars Olofsson (Björnram) och Anna Grubb.
Hans Larsson utövade sin viktigaste verksamhet i Finland där han från omkring 1553 innehade flera poster, från 1568 var han ståthållare (gubernator). Han användes ofta under Erik XIV:s regering i diplomatiska uppdrag öster om Östersjön, så till exempel vid förhandlingar i Reval 1561 och i Ryssland 1564 och 1565–66. Vid det sistnämnda tillfället framkom tsar Ivans fordran att få Katarina Jagellonica utlämnad, och Hans Larsson beskylldes senare av tsaren för att ha givit anledning till denna begäran, något som dock verkar ha varit ogrundat. 
Han togs vidare i anspråk för militära uppdrag, framför allt då det gällde att avstänga handeln på Narva, vilken Erik XIV var synnerligen intresserad av att förhindra till förmån för Reval. 
Vid Eriks fall slöt sig Hans Larsson till Johan III och bibehöll även i fortsättningen sin inflytelserika ställning i öster.
Hans Larsson Björnram var gift två gånger. I första äktenskapet, med Anna Ollon, föddes tre döttrar, hans enda barn. Margareta gifte sig Boije af Gennäs och blev stammoder till den ätten. Anna var gift med Arvid Tönnesson Wildeman. Brita var gift med översten Göran Horn af Kanckas; deras sonsons son Arvid Bernhard upphöjdes till friherre och greve Horn af Ekebyholm.